# Яковенко, Сергей Александрович (хоккеист)
Сергей Александрович Яковенко (род. 24 марта 1976, Караганда, Казахская ССР, СССР) — казахстанский хоккеист, защитник.

## Биография
Воспитанник карагандинского хоккея. Несколько сезонов провел в казахстанских клубах. Также провёл несколько сезонов в российских клубах.
Выступал за молодёжные сборные Казахстана на чемпионатах мира. Провёл 2 чемпионата мира в группе В. На чемпионате мира 2012 года провёл 7 игр.